# بطولة أوروبا لكرة الماء 1987
بطولة أوروبا لكرة الماء 1987 كان الموسم الـ 18 من بطولة أوروبا لكرة الماء، وجرت المنافسات في ستراسبورغ  فرنسا، ونظمت من قبل الاتحاد الأوروبي للسباحة.

## النتائج
| م       | المنتخب          |
| ------- | ---------------- |
| ذهبية   | الاتحاد السوفيتي |
| فضية    | يوغوسلافيا       |
| برونزية | إيطاليا          |
| 4       | ألمانيا الغربية  |
| 5       | المجر            |
| 6       | إسبانيا          |
| 7       | رومانيا          |
| 8       | بلغاريا          |
| 9       |                  |
| 10      |                  |